# 保羅·尼特普
保羅·尼特普(Paul-Georges Ntep de Madiba)（出生於1992年7月29日）是喀麥隆的職業足球運動員，司職前鋒或翼鋒，曾效力於德國甲組聯賽禾夫斯堡。

## 外部連結
- Paul-Georges Ntep de Madiba – 法國職業足球聯賽数据 – 支持法语（已存档）
- 保羅·尼特普在《隊報》足球中的档案 （法文）
- France profile （页面存档备份，存于） at FFF